# 잭 네오

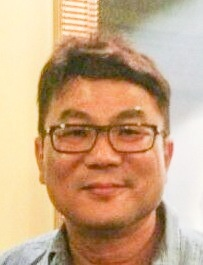

잭 니오(Jack Neo, 1956년 1월 24일 ~ )는 싱가포르의 영화 프로듀서, 영화 감독, 각본가, 희극 배우이다.
싱가포르에서 태어났다.

## 영화
- 마이 파파 리치 (2015년)
- 세븐 레터스 (2015년)
- 더 라이온 맨 (2014년)
- 위 낫 노티 (2012년)
- 홈 커밍 (2010년) - 네오 카렌 역
- 머니 노 이너프 2 (2008년)
- 저스트 팰로우 로우 (2007년)
- 난 바보가 아냐 2 (2005년)
- 베스트 벳 (2004년)
- 홈런 (2003년)
- 난 바보가 아냐 (2002년)
- 원 레그 킥킹 (2001년)
- 충분치 않아 (1999년)
- 마경 (1999년)
- 12층 (1997년)